# Lobibo
Lobibo ist eine osttimoresische Aldeia im Suco Edi (Verwaltungsamt Maubisse, Gemeinde Ainaro). 2015 lebten in der Aldeia 405 Menschen.

## Geographie
Lobibo liegt im Nordwesten des Sucos Edi. Südlich befindet sich die Aldeia Hebau, südöstlich die Aldeia Demutete und östlich die Aldeia Tali-Felo. Im Westen grenzt Hebau an den Suco Maulau und im Norden an den Suco Fatubessi. Der Nordgrenze folgt grob die Überlandstraße von Maubisse nach Turiscai. Eine Abzweigung führt in den Süden der Aldeia, wo sich auch das Dorf Lobibo befindet, mit dem Sitz des Sucos. Die restliche Besiedlung besteht vor allem aus einzeln oder in kleinen Gruppen zusammenstehenden Gebäuden. Im Osten steigt das Land auf eine Meereshöhe von über 1500 m, hin zu einem Berggipfel mit über 1800 m. Nah dem Gipfel liegt im Südosten von Lobibo auch der Friedhof von Edi.